# Kefalos

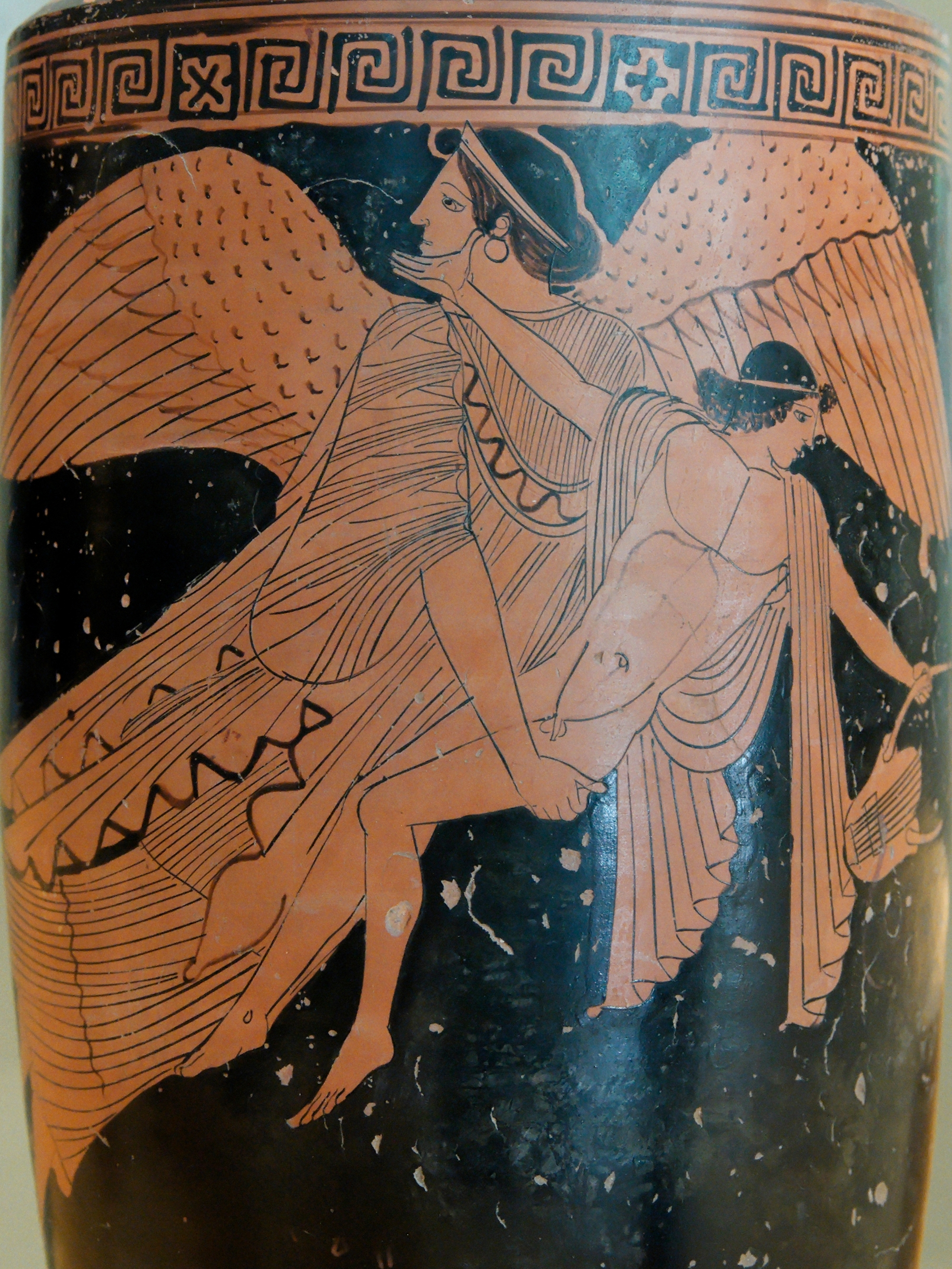
Éós unáší Kefala, 470-460 př. n. l.

Kefalos (řecky Κέφαλος, latinsky Cephalus) je v řecké mytologii synem boha Herma a jeho milenky Hersé, dcery athénského krále Kekropa.
Kefalos byl pohledný muž a vzal si za manželku Prokris, dceru athénského krále Erechthea. Milovali se,
manželství bylo šťastné, ale dlouho nevydrželo. Do krásného Kefala se zamilovala bohyně ranních červánků Éós a unesla ho prý až na samý konec světa. Kefalos ale stále vzpomínal na svou ženu, bohyni odmítal a prosil ji, aby ho propustila zpět. Ta mu skutečně nakonec dala svobodu. Zároveň ale Kefala navedla, aby si vyzkoušel, jak pevná byla Prokridina věrnost. Změnila jeho podobu a on se jako cizinec vrátil do rodné země. Přemlouval Prokris, lákal ji na dary a ona mu zpočátku odolávala. Avšak netrvalo dlouho a její přísahy o věrnosti až za hrob vzaly za své, když viděla nádherné dary, kterými ji Kefalos zahrnoval. Pak už neodolala, a byla by se mu oddala. V tu chvíli však Éós vrátila Kefalovi jeho původní podobu, Prokris viděla, že chtěla podvést vlastního milovaného manžela a s hanbou utekla do hor.
Prokris se připojila k družině bohyně lovu Artemis. Dostala od ní vzácné dary: kopí, které nikdy neminulo svůj cíl a navíc se vždy vrátilo do rukou lovce, který je hodil. A také dostala loveckého psa jménem Lailaps, kterému žádná zvěř neunikla. Tyto dva vzácné dary dala Prokris později Kefalovi, když se opět usmířili. Byly to dary, aby jí odpustil způsobenou potupu. Jejich nové štěstí ale zase dlouho nevydrželo.
Prokridě někdo donesl, že Kefalos volá ženské jméno Nefelé. Nepochopila, že Nefelé je jméno bohyně oblaků a že Kefalos takto volal, aby se na obloze objevil aspoň obláček, aby bylo možno spočinout ve stínu. Prokris vše sledovala z úkrytu a když opravdu uslyšela volání na Nefelé, tiše vzlykla. Kefalos vrhl do křoví kopí, myslel, že se tam ukrývá zvěř. Kouzelné kopí smrtelně zranilo Prokris. V posledních chvílích jejího života jí Kefalos vše vysvětlil a Prokris zemřela usmířená.
Za toto zabití musel poté Kefalos odejít z rodného města. Uchýlil se do Théb, osvobodil město od divoké lišky, které musel být každý měsíc obětován malý chlapec. Později vytáhl do války s králem Amfitryónem a když zvítězili, dostal od něj ostrov na západě Peloponnésu a pojmenoval jej Kefalénie.

## Odraz v umění

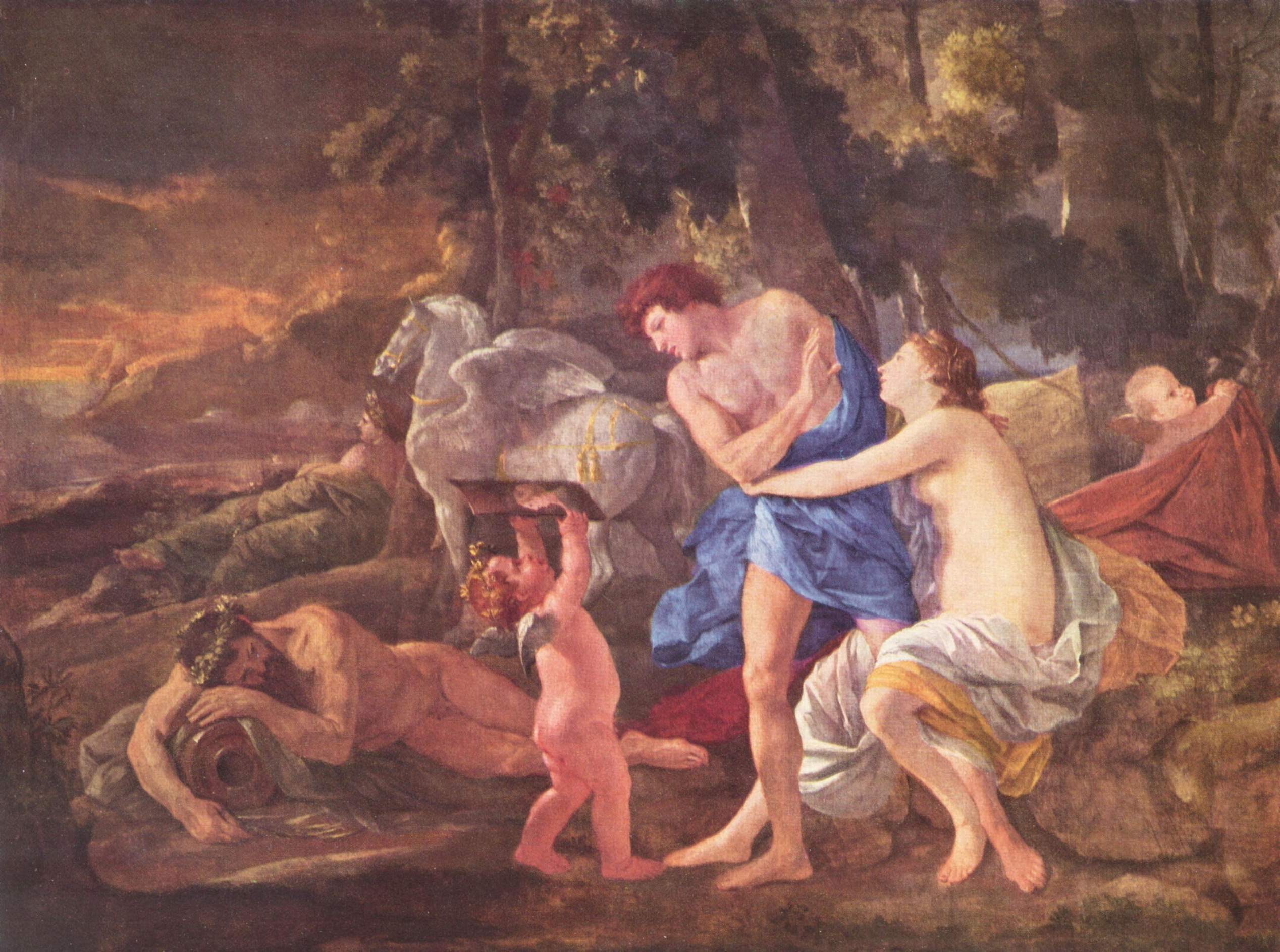
Kefalos a Éós podle Nicolase Poussina, asi 1630

Řekové tento krásný mýtus příliš umělecky nezpracovali. Toho se dočkal až od Římana Ovidia v
Proměnách, v VII. knize
- Kefalos a Prokris je nejznámější sousoší (asi z 3. - 2. stol. př. n. l., dnes je ve Vatikánském muzeu)
- Kefalos a Éós je obraz Nicolase Poussina (asi r. 1636, v londýnské Národní galerii)
- Kefalos a Éós je sousoším od klasicistního anglického sochaře Johna Flaxmana, 1790